# Mermaid
Mermaid is een nummer van de Amerikaanse band Train uit 2013. Het is de vijfde en laatste single van hun zesde studioalbum California 37.
"Mermaid" is een vrolijk popliedje waarin de zanger zingt over een ontmoeting met een zeemeermin waar hij verliefd op wordt. Het nummer flopte in Amerika, maar werd wel een kleine hit in het Nederlandse taalgebied. In de Nederlandse Top 40 bereikte het een bescheiden 19e positie, terwijl in Vlaanderen de 9e positie in de Tipparade werd gehaald.

## Tracklijst
- Muziekdownload

1. "Mermaid" - 3:16